# Голицыны (дворянский род)
Не путать с князьями Голицыны.
Голицыны (Галицыны, Гаалицыны) — древний русский дворянский род.
Род внесён в VI часть родословной книги Рязанской губернии.

## История рода
Семён Иванович и Угрим Голицыны владели поместьями в Тверском уезде (1540).
Род происходит от рязанцев Девятого и Неждана Елизаровичей Голицыных (1628) и их внуков — Аммоса Венедиктовича и Ивана и Федора Ивановичей.
Фёдор Иванович новик по Рязани (1628). Неждан и Девятый Елизаровичи рязанские городские дворяне (1628). Устин Нежданович вёрстан новичным окладом по Рязани (1628). Дмитрий Алексеевич московский дворянин (1636). Упомянуты по Рязани: Иван Нежданович (1649), Иван Иванович (1676), Фёдор Иванович и Конон (1679—1680). Стрелец Родион Васильевич упомянут (1674).
Трое представителей рода владели населёнными имениями (1699).